# Кокрейн, Аннализа
Аннализа Кокрейн (англ. Annalisa Cochrane; род. 21 июня 1996[…], Гиг-Харбор, Вашингтон) — американская актриса. Впервые она появилась на экране в телевизионном фильме «Невеста, которую он купил в Интернете» (2015). Она известна своей повторяющейся ролью Ясмин в сериале Netflix «Кобра Кай» (2018—н. в.) и своей главной ролью Адди Прентисс в высоко оцененном критиками сериале «Павлин» «Один из нас лжет» (2021–2022).

## Биография
Аннализа Кокрейн родилась 21 июня 1996 года в Вашингтон. Кокрейн провела более десяти лет своего детства в Пуне. Впервые она проявила интерес к актерскому мастерству после просмотра фильма «Хроники Нарнии: Лев, колдунья и волшебный шкаф» (2005) — экранизации романа Клайв Стейплз Льюис 1950 года — в возрасте восьми лет.
Кокрейн начал профессионально действовать в 19 лет; ее первая роль была в телевизионном фильме Lifetime «Невеста, которую он купил в Интернете» (2015).

## Фильмография
| - «Невеста, которую он купил в Интернете» (2015) - «Папочка» (2015) - «Американская семейка» (2016) - «Ночной Сталкер» (2016) - «Особо тяжкие преступления» (2016) - «Воздушные Челюсти: Ночной Сталкер» (2016) - «Шанс Эммы» (2016) - «Опасный Генри» (2017) - «В Филадельфии всегда солнечно» (2017) - «Популярна и влюблена» (2017) - «Дни нашей жизни» (2017) | - «Молодые и дерзкие» (2017) - «коричневые девушки» (2017) - «Кобра Кай» (2018—2025) - «Верески» (2018) - «Морская полиция: Лос-Анджелес» (2018) - «Каппа Крипто» (2018) - «Странный город» (2019) - «Навстречу тьме (2019) - «Явление» (2019) - «Конфессиональный» (2020) - «Один из нас лжет» (2021-2022) |